# Kroniek van Vlaanderen

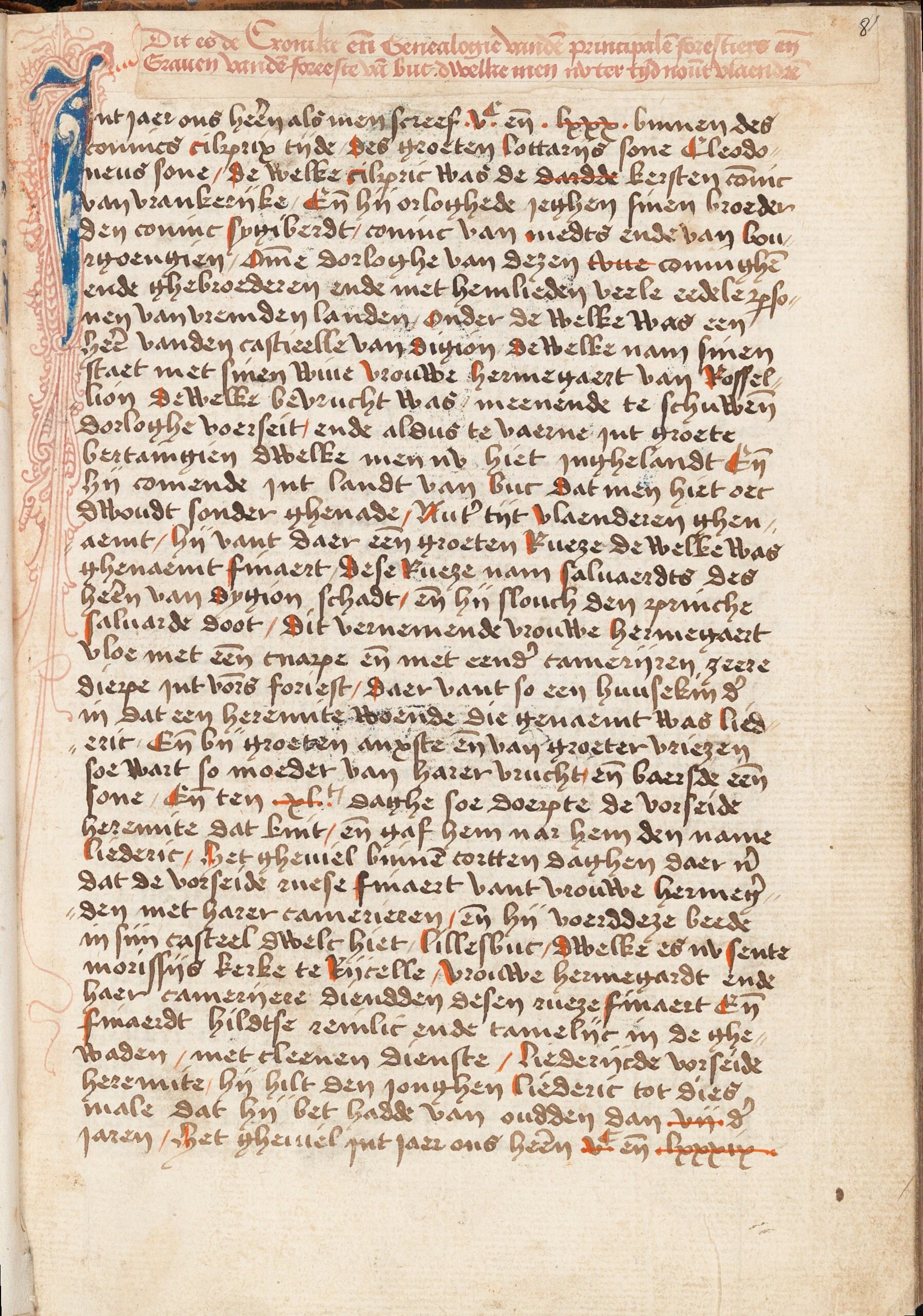
Fragment uit handschrift 590, bij de aanvang van de kroniek met de enige versierde lombarde over heel het manuscript.

De Kroniek van Vlaanderen, van de aanvang tot 1467 is de titel van het Middelnederlands handschrift 590 dat bewaard wordt in de Universiteitsbibliotheek Gent. Het handschrift werd vervaardigd in de tweede helft van de vijftiende eeuw, in Vlaanderen. Het was hoogstwaarschijnlijk een anonieme Gentenaar die de tekst neerschreef. Het handschrift is afkomstig uit de verzameling van C. P. Serrure.

## Inhoud
Eerst was er de Flandria Generosa C, de geschiedenis van Vlaanderen van 621 tot 1423. En dan kwam er deze Excellente cronike van Vlaenderen, een bewerkte vertaling waarin het verhaal wordt aangevuld tot in 1482. Een andere andere versie vinden we terug in de Gentse Universiteitsbibliotheek onder de naam De Kronyk van Vlaenderen. De Gentse afkomst van de auteur is duidelijk op te merken aan de accenten die gelegd worden op zijn middeleeuwse stad. Dit exemplaar is echter niet opgeluisterd met kleurrijke wapenschilden van de forestiers en graven, en met vroegrenaissancistische illustraties van historische gebeurtenissen. Het is een simpele en sobere versie waarbij enkel de tekst centraal staat. In heel de tekst, die trouwens 209 folio's lang is, is maar één versierde lombarde terug te vinden. Het handschrift is voluit getiteld Dit es de Cronike ende Genealogie van den principalen Forestiers ende Graven van den Foreeste van Buc, dwelke men nu ter tyd noumt Vlaendren. Het bespreekt na een korte inleiding de belangrijkste gebeurtenissen uit de volgende jaren:
- 616
- 632
- 639
- 686
- 737
- 792
- 837
- 852
- 863
- 881
- 918
- 957
- 989
- 1035
- 1071
- 1070
- 1072
- 1093
- 1111
- 1118
- 1127
- 1129
- 1170
- 1194
- 1202
- 1211
- 1214
- 1244
- 1278
- 1313
- 1322
- 1346
- 1347
- 1379
- 1384
- 1404
- 1419
- 1436
- 1437
- 1440
- 1450
- 1453
- 1458

## Kroniek en kroniekschrijver
De hertogen van Bourgondië hadden officiële geschiedschrijvers in dienst: Georges Chastelain, Olivier de La Marche en  Jean Molinet. Daarnaast hebben ook andere hovelingen of hoge ambtenaren hun herinneringen neergeschreven, zoals Jean de Haynin, Filips Wielant en Jan van Edingen-Kestergat († 1478). Zij allen schreven in het Frans. Van Edingen maakte voor zijn kroniek (Brussel, K.B. hs. 21.266) gebruik van diversez volumes en langage thiois tant des histoires et chroniques. Daarentegen koesterde Georges Chastellain, geboren Aalstenaar, misprijzen voor het Diets. In het teken van de geschiedschrijving dienen nog figuren vermeld zoals Olivier van Diksmuide (†1459), die een kroniek van Vlaanderen en Brabant schreef, zij het vanuit een stedelijk-Iepers perspectief. Verder kent men onder meer nog een Kroniek van Vlaanderen van 1380 tot 1467 door een anoniem Gentenaar.